# Bertel Krause
Alfred Bertel Krause (17. oktober 1880 i Gjøl – 8. januar 1924) var en dansk skuespiller.
Han debuterede i 1898 på Arbejdernes Teater, og de næste ti år var han engageret af forskellige provinsteatre og turnerede blandt andet i Norge. I årene 1913-14 var han på Dagmarteatret, derefter på Det ny Teater (1914-16), Det Kongelige Teater (1917). Han filmdebuterede 1911 og spillede derefter med i over 60 stumfilm indtil 1923, hvor han døde kort efter optagelserne til hans sidste film. Udover skuespillet var han også manuskriptforfatter til et par film; blandt andre Scenens Børn (1920).
Han blev i 1905 i Randers far til Henny Krause (senere skuespiller) hvis mor var den kun 17-årige Emilie Andrea Aaquist (født 1888). Allerede året efter blev Emilie Andrea gravid igen, og Bertel og Emilie blev gift 2. maj 1906. Kort efter fødslen af det tredje barn i 1908, døde Emilie. Bertel blev gift igen - først med Anna Kathinka Asmussen (født 1878) og dernæst fra 1922 med Rigmor Elben (født 1893). Han døde den 8. januar 1924, og ligger begravet på Vestre Kirkegård i København.

## Filmografi

### Som manuskriptforfatter
- Livets Løgn (instruktør August Blom, 1911)
- Scenens Børn (Fritz Magnussen, 1920)

### Som skuespiller
| - Lersøens Konge (som kaptajnen på militærkontoret; ubekendt instruktør, 1911) - Stævnemødet i Frederiksberg Have (som Lam, pensionist; instruktør William Augustinus, 1911) - Mac-Morton (som Samuel Dawies, "Onkel Sam"; ubekendt instruktør, 1912) - Levende Billeder (instruktør Eduard Schnedler-Sørensen, 1912) - Damernes Blad (som redaktøren; instruktør August Blom, 1912) - Krigskorrespondenter (som Clark, journalist; instruktør Vilhelm Glückstadt, 1913) - Atlantis (som kunstnerens agent; instruktør August Blom, 1913) - Af en Opdagers Dagbog (som Tykke, en af Johns kammerater; instruktør Alfred Lind, 1913) - En nydelig Ægtemand (som Louis XXVIII, regerende fyrste; instruktør Eduard Schnedler-Sørensen, 1914) - Husassistenten (instruktør Holger-Madsen, 1914) - Helvedesmaskinen (som politimesteren; instruktør Robert Dinesen, 1914) - Den fjerde Dame (som Oberst von Meyerink; instruktør Eduard Schnedler-Sørensen, 1914) - Det blaa Vidunder (som grosserer Sørensen; 1914) - Trold kan tæmmes (som Theodor Braun, rig fabrikant; instruktør Holger-Madsen, 1915) - Den skønne Ubekendte (som Tyksen; instruktør Lau Lauritzen Sr., 1915) - Carl Alstrups Kærlighed paa Aktier (som Chanteloup, sikkerhedsnålefabrikant; instruktør Lau Lauritzen Sr., 1915) - Et Justitsmord (som Abrahams, bankdirektør; ubekendt instruktør, 1915) - Appetit og Kærlighed (som godsejer Trolle; instruktør A.W. Sandberg, 1915) - Lykkeligt Indbrud (som grosserer Krak; instruktør A.W. Sandberg, 1915) - Kærlighed gør stærk (ubekendt instruktør, 1915) | - Selma fra Øen (som Erich Persson; ubekendt instruktør, 1915) - Hvem er hun? (som H.E. Taylor; instruktør Emanuel Gregers, 1916) - Min Onkel Generalkonsulen (instruktør Lau Lauritzen Sr., 1916) - Danserindens Kærlighedsdrøm (som Williams, fængselsdirektør; instruktør Holger-Madsen, 1916) - Gullasch Grossererens Vogter (instruktør Lau Lauritzen Sr., 1916) - Digteren og Basunblæseren (som Mads Pustervig, basunblæser; instruktør Lau Lauritzen Sr., 1916) - Kærlighed og Spøgelser (som Kommerceråd Nolke; instruktør Lau Lauritzen Sr., 1916) - Min Svigerinde fra Amerika (instruktør Lau Lauritzen Sr., 1917) - Hans rigtige Kone (som Hamlet Møller, skuespiller; instruktør Holger-Madsen, 1917) - Den forelskede Gullaschbaron (som Grosserer Petersen; instruktør Laurids Skands, 1917) - En moderne Landevejsridder (som Jim Smit, proprietær; instruktør Lau Lauritzen Sr., 1918) - Den lille Virtuos (som godsejer From; instruktør Alfred Kjærulf, 1918) - Naar Ungdommen raser (som direktør Trampe; instruktør Lau Lauritzen Sr., 1918) - Had og Kærlighed (som stærke Williams; ubekendt instruktør, 1918) - Gillekop (som Joakim, redaktør af "Faklen"; instruktør August Blom, 1919) - Den skønne Ubekendte (instruktør Lau Lauritzen Sr., 1919) - Skørtejægeren (instruktør Lau Lauritzen Sr., 1919) - Boksernes Konge (instruktør Lau Lauritzen Sr., 1919) - Nellys Riddere (som Bømann, mesterbokser; instruktør Lau Lauritzen Sr., 1919) | - En forfløjen Ægtemand (som Bralder, digter; instruktør Lau Lauritzen Sr., 1919) - Studentmagersvenden (instruktør Lau Lauritzen Sr., 1919) - Mesterhypnotisøren (som Kaptajn Bims; instruktør Lau Lauritzen Sr., 1919) - Krigsmillionæren (som Spækhøker Mortensen; instruktør Emanuel Gregers, 1919) - Solskinsbørnene (som Tommy, Williams bror; instruktør A.W. Sandberg, 1919) - Stodderprinsessen (instruktør A.W. Sandberg, 1920) - Kærlighedsvalsen (som kroværten; instruktør A.W. Sandberg, 1920) - Den flyvende Hollænder, I-IV (som Mynheer Kloots (I,II); instruktør Emanuel Gregers, 1920) - Den tapre Skrædder (instruktør Lau Lauritzen Sr., 1920) - Det døde Skib (som Tom Bell, kaptajn; instruktør A.W. Sandberg, 1920) - Blind Passager (som Dr. Th. Horn, professorens ven; instruktør Emanuel Gregers, 1920) - Borgslægtens Historie (som kaptajn Janzen; instruktør Gunnar Sommerfeldt, 1920) - Vor fælles Ven (som Silias Wegg, gadesælger; instruktør A.W. Sandberg, 1921) - Skaf mig en Kæreste (instruktør Lau Lauritzen Sr., 1921) - Jafet, der søger sig en Fader, I-IV (som Tom Robbins, skipper; instruktør Emanuel Gregers, 1922) - Frie Fugle (som Slagter Munk; instruktør Emanuel Gregers, 1922) - Den sidste af Slægten (som Ole Engen; instruktør Emanuel Gregers, 1922) - Madsalune (som Samson Goliath; instruktør Emanuel Gregers, 1923) - En Nat i København (som Apoteker Liliequist; instruktør Eduard Schnedler-Sørensen, 1923) - Vore Venners Vinter (som Klaus Hammer; instruktør Lau Lauritzen Sr., 1923) |